# La Ferté-Beauharnais

La Ferté-Beauharnais este o comună în departamentul Loir-et-Cher, Franța. În 1 ianuarie 2022 avea o populație de 582 de locuitori.